# Santiago de Puringla
Santiago de Puringla est une municipalité du Honduras, située dans le département de La Paz. La municipalité est fondée en 1691. Elle comprend 10 villages et 68 hameaux.

## Source de la traduction
- (es) Cet article est partiellement ou en totalité issu de l’article de Wikipédia en espagnol intitulé « Santiago de Puringla » (voir la liste des auteurs).